# Wealth
Wealth, en español Riqueza, es una película muda estadounidense de 1921 dirigida por William Desmond Taylor, escrita por Cosmo Hamilton y Julia Crawford Ivers, y protagonizada por Ethel Clayton, Herbert Rawlinson, J.M. Dumont, Larry Steers, George Periolat y Claire McDowell. Fue estrenada el 21 de agosto de 1921 por la Paramount Pictures. No se sabe si la película sobrevive actualmente, y podría ser una película perdida.

## Trama
Como se describe en una revista de cine, la artista Mary McLeod (Clayton) conoce a Phillip Dominick (Rawlinson), el hijo de una mujer rica, en un bus Pullman de un tren con destino a la ciudad. Cuando ella informa al revisor de que se ha dejado el bolso, Phillip le cede magnánimamente su camarote. El encuentro casual se convierte en amor y se casan. El matrimonio no cuenta con la aprobación de la madre de Phillip (McDowell), y cuando se van a vivir con ella, le hace la vida casi insoportable a Mary. La esposa también se indigna ante la vida ociosa que lleva su marido. Entonces les nace un bebé. Phillip se va de acampada y, mientras está ausente, el niño muere. A su regreso, Mary decide abandonarlo. Phillip la sigue hasta su estudio y le anuncia que el dinero de su madre ha sido una maldición. Él jura que será un hombre a partir de entonces, y Mary sabe que les espera la felicidad.

## Reparto
- Ethel Clayton como Mary McLeod
- Herbert Rawlinson como Phillip Dominick
- J.M. Dumont como Gordon Townsend
- Larry Steers como Oliver Marshall
- George Periolat como Irving Seaton
- Claire McDowell como Señora Dominick
- Jean Acker como Estelle Rolland
- Richard Wayne como Dr. Howard